# Magyarországon kívüli magyar nyelvű rádiók
A Magyarországon kívüli magyar nyelvű rádiók olyan műsorszóró rádióállomások vagy műsorkészítő műhelyek, melyek a helyi vagy magyarországi hallgatóknak magyar nyelven közvetítenek szerkesztett rádióműsort, ide nem értve a csak zenei online csatornákat. A műsorszóró rádióállomások működését annak az országnak a törvényei szabályozzák, ahonnan sugároz. A rádiós műsorkészítő műhelyek sok tekintetben hasonlítanak a podcastok szerkesztőségéhez, ezért a jelen lista "rádióként" (azaz rádiós műhelyként) veszi a podcastokat is.
Ez az oldal tartalmazza a jelenlegi és már megszűnt rádiók adatait is.

## Típusaik
A magyar határon túli, magyar nyelvű rádióállomásoknak alapvetően két típusát különböztethetjük meg:
1) amelyik magyarországi közönségnek sugároz (ezek a nemzetközi vagy klandesztin rádiók: előbbiek egy ország politikai vezetésének szócsövei és az adott ország életéről szóló adásokat közvetítenek, utóbbiak a célország politikai berendezkedésétől eltérő értékrend szerint működnek), illetve nemzetközi vallási rádiók és
2) amelyik az adott helyen élő hallgatóknak sugároz, a jelen esetben kisebbségi magyarságnak.
A jelen listában (N) jellel jelezzük a nemzetközi adásokat. A Kolisrael az egyedüli volt, mely kettős célközönségnek, mind izraeli, mind magyarországi hallgatóknak sugárzott. Az (M) jelű adóknak csak egy-egy műsora szól magyarul, a rádió maga alapvetően nem magyar nyelvű.
A közszolgálati rádiók belföldre sugároznak, az "állami nemzetközi" rádiók az adott állam külföldre sugárzott adásai.

## Jelek
- (M) Műsora van magyarul
- (N) Nemzetközi rádió magyarországi hallgatóknak
- (P) Podcast
- (vP) video-podcast

## Albánia
Megszűnt rádiók:
- Rádió Tirana

## Amerikai Egyesült Államok
- (M) WJCU 88,7 Cleveland – Bocskai Rádió (link)
- (M) WRSU 88.7 FM New Jersey Rutgers University – Rutgers Magyar Rádió (link)
- (M) WCPN 93.3 Cleveland – WCPN Global: Hungarian Kapossy Hungarian Hour (link Archiválva 2019. október 18-i dátummal a Wayback Machine-ben)
  - Clevelandi Cserkész Rádió/TV (via Bocskai Rádió)(link)
- (P) A szó összehoz (2017-), Florida (link)
- (vP) INSTANT HungarianHub Podcast (2021-), Berkeley (link)
- Megszűnt:
  - (N) Amerika Hangja 1942-2013
  - WKTX Kossányi Rádió – Cleveland 361m, -1964-1986-

## Ausztrália
- (M) SBS Hungarian (link) Ausztrália (jelenleg nem sugároz)
- (M) 2RRR Sydney 88.5 – Rádió Mozaik Sydney (link)
- (M) 4EB-FM 98.1 New Hungarian Group Radio Brisbane Queensland  (link) 1979-
- (M) 5EBI 103.1 Magyar Közösségi Rádió Adelaide (link)

## Ausztria
- (M) ORF Ö2 Radio Burgenland (közszolgálati) – 94,9 és még 6 adó (link)
- (M) Hit FM Burgenland – Radio 88,6 Burgenland (link) K, Cs 20-22
- (M) Radio OP Daráló 98.8 (link)
- (M) Magyar Mozaikok Radio Helsinki 92.6 Grác (link) H 13

## Egyesült Királyság
- (N) BBC magyar adás 1939-2005[2] (link)
- (P) Szín Folt Café (link Archiválva 2020. január 2-i dátummal a Wayback Machine-ben)
- (P) Kiköltöztünk (link) 2016-

## Franciaország
Megszűnt:
- Párizsi Rádió

## Horvátország
- (M) Eszéki rádió – Eszék 102,4 + 3 adó (link Archiválva 2016. január 16-i dátummal a Wayback Machine-ben)
- (M) Daruvári Rádió Daruvár 91,5 FM (link)
- (M) Baranya rádió – Pélmonostor 88,0 FM (link)
- (M) Vukovári Rádió / Hrvatsi Radio Vukovar – Borinici 107,2 (link)

## Izrael
Megszűnt rádiók
- (M) KoI Israel magyar adás (link)  (közszolgálati belföldi + nemzetközi)  ?-2015. Utóda, a Reka nem ad magyarul (korábbi neve: Izraeli Rádió Magyarnyelvű Hírszolgálata)

## Kanada
- (M) CHLO 530 (2019 előtt CIAO) Torontói Független Magyar Rádió (link)
- (M) Magyar Híd (Vancuveri Magyar Rádió) Red FM Vancouver 93,1 (link)
- (P) Kanada banda (link) 2017-
- (P) Canadahun Rádió (link) 2011-
- Megszűnt
  - Montreal, Kanadai Rádió – Montreál (rövidhullám)

## Kínai Népköztársaság
- (N) Kínai Nemzetközi Rádió CRI (állami nemzetközi) (link) 1976[3]-

## Németország
- Megszűnt rádiók
  - Deutsche Welle magyar adás (közszolgálati nemzetközi) 6015 kHz 7150 kHz rövidhullám
  - Szabad Európa Rádió, München
  - Deutschlandfunk – Németország Európa adója , Köln
  - Rádió Helló https://radiohello.de/ Archiválva 2020. szeptember 23-i dátummal a Wayback Machine-ben- Németország

## Lengyelország
Megszűnt rádiók
Varsó rövidhullámon heti 2 magyar műsort adott 1950-ben

## Norvégia
Megszűnt:
- Norvég Misszió – Osló

## Olaszország
- Megszűnt rádiók
  - RAI magyar adás (közszolgálati nemzetközi) 6110, 7240 rövidhullám

## Oroszország
- Megszűnt rádiók
  - (N) Oroszország Hangja Rádió Társaság (állami nemzetközi) (link) -2014. 15350, 11745, 7440 rövidhullám. Megszűnt. Utódja, a Radio Sputnik nem ad magyarul.
  - Előde a Moszkvai Rádió magyar adása

## Románia
- Bukaresti Rádió magyar nyelvű adása (közszolgálati) 1945- (link)
- Kolozsvári Rádió –  (link) (közszolgálati) Szatmárnémeti 87,9 FM, Avasfelsőfalu 93,3 FM, Kolozsvár 98,8 FM, 909 AM, Máramarossziget 101,7 FM, 1404 AM, Nagyszeben 1593 AM, Nagyvárad 1593 AM
- City Rádió  (link) Nagykároly 93,8 FM, Zilah 103,3 FM, Szatmárnémeti 106,4 FM
- Marosvásárhelyi Rádió (link) (közszolgálati) Hargitafürdő 106,8 FM, Brassó 1197 AM, Marosvásárhely 1323 AM, Csíkszereda 1593 AM
- Rádió Gaga  (link) Marosvásárhely 88,0 FM, Szászrégen 94,7 FM, Szováta 102,0 FM, Segesvár 104,3 FM
- Friss FM  (link) Kézdivásárhely 88,0 FM, Sepsiszentgyörgy 88,7 FM, Barót 90,5 FM, Kovászna 107,2 FM
- Mix FM Gyergyószentmiklós 91,2 FM (link Archiválva 2005. december 10-i dátummal a Wayback Machine-ben), Agnus Rádió – Kolozsvár 88,3 FM (link Archiválva 2019. november 11-i dátummal a Wayback Machine-ben),
- (M) Temesvári Rádió Temesvár 105,9 FM, 630 AM (link) 1989-
- Retró Rádió – Csíkszereda 88,7 FM (link)
- Plusz FM  (link) Nagyvárad 89,6 FM, Margitta 105,5 FM
- Mária Rádió Erdély (Mária Rádió Románia) (link), Hargitafürdő 89,7 FM, Tasnád 90,1 FM, Kolozsvár 100,4 FM, Nagyvárad 102,2 FM és Eutelsat 16A műhold
- Prima Rádió – Székelyudvarhely 87,9 FM (link)
- Profi Rádió – Kézdivásárhely 94,0 FM (link)
- Star Rádió – Székelyudvarhely 100,8 FM (link)
- Sláger Rádió – Sepsiszentgyörgy 105,9 FM (link)
- Siculus Rádió – Kézdivásárhely 95,0 FM (lin k)
- Paprika Rádió Kolozsvár 95,1 FM (link)
- Vox Rádió – Székelykeresztúr 88,6 FM (link)
- Fun Fm (link) Csíkszereda 87,6 FM, Gyergyószentmiklós 90,6 FM, Marosfő 103,9 FM
- Ér Hangja online (link) Székelyhíd
- Erdély FM –  (link) Marosvásárhely 97,1 FM, Maroshévíz 105,4
- Sepsi Rádió  Sepsiszentgyörgy 98,5 FM (link)
- Csángó Rádió (online) https://www.csangoradio.ro

Megszűnt rádiók
- Brassói Rádió  87,8
- Transilvania Radio Nagyvárad 97,2 (átalakult, ma Plusz FM)
- Sonvest Rádió Nagyvárad 107,0
- Radio XXI Csíkszereda 87,6
- Radio Son Szováta 89,2 1998-
- Radio Son Segesvár 70,79 1996-
- GALAXIA Rádió Nagybánya 92,1 1995-
- Samtel Rádió Szatmárnémeti  94,0
- Transylvania Radio LBM 68,9

## Spanyolország
Megszűnt
- Spanyol Nemzeti Rádió – Madrid (-1971-). Nyirő József az 1950-es évek elején munkatársa volt.[5]

## Svájc
Megszűnt rádiók
- Corvinus Radio Zürich (Zürichi Magyar Történelmi Egyesület)[6] 1993-

## Szerbia
- Újvidéki Rádió 2, Vajdasági Rádió és Televízió (közszolgálati) (link) Újvidék 90,5 FM, Szabadka 92,5 FM, Zombor 100,3 FM
- (M) Kovacsicai Rádió Antalfalva 93,2 FM (link) hétfő-péntek: 10.00 -11.00; szombat: 12.00-13.00; vasárnap: 8.00-9.00
- (M) Temerini Rádió Temerin 93,5 FM (link)  hétfő-vasárnap: 7.00 – 13.00, szerda: 0.00 – 2.00
- Szabadkai Magyar Rádió SzmR Szabadka 107,1 FM (link)
- Pannon Rádió Szabadka 91,5 FM (link)
- (M) Hódsági Rádió Hódság 107,4 FM (link)
- (M) Yu-ECO Rádió Szabadka 100,6 FM (lin k)
- (M) Szenttamási Rádió Szenttamás 102,6 FM (link Archiválva 2021. március 12-i dátummal a Wayback Machine-ben)
- (M) Adai rádió – Ada 107,7 FM (link)
- Délvidéki Mária Rádió (Mária Rádió Szerbia) (link) Zichyfalva 89,7 FM (link), Újvidék 90,0 FM, Szabadka 90,7 FM, Zombor 95,7 FM és Eutelsat 16A műhold
- (M) Rádió Ingyia Ingyia 96,0 FM (link)
- Panda Rádió Magyarkanizsa 103,5 FM (link[halott link])
- (M) Radio Active Óbecse 105,4 FM (link)
- (M) Max Rádió Csóka 106,6 FM (link)
- Fox Rádió Becse Szerbia (link)
- (M) Q Rádió Kúla 89,2 FM (link) hétfő-péntek: 6.30 – 7.00, 17.00 – 18.00, vasárnap: 9.00 – 10.00
- (M) BUS Rádió Kevevára 89,5 FM (link)
- (M?) Novi Radio Sombor (link Archiválva 2020. január 10-i dátummal a Wayback Machine-ben)
- Régió Rádió, Topolya: hétfő-péntek: 7.00 – 9.00; 13.00 -17.00; péntek: 19.00 -20.00; szombat: 8.00 – 10.00; 14.00 – 15.00; vasárnap: 9.30 – 14.30; 18.30 – 19.30, 20.00 – 21.00[7]

Megszűnt rádiók
- Rádió 90 – Hajdújárás 93,6 FM / Megszűnt
- Radio Jugoslavija Belgrád
- Becsei MBI Keresk. Radio
- Nagybecskereki Rádió hétfő-péntek: 19.00 – 20.00; vasárnap: 17.00 – 18.30
- Szabadkai Rádió (közszolgálati) 91.5 (88.9) FM és 1089 kHz  1968-2019
- Bácska Rádió Bács/Topolya 1170 AM,  97.8 FM hétfő: 18.00 – 19.00
- Zombori Rádió 90.9 MHz és 666 kHz 1972-2011?[8] hétfő-szombat: 18.00 – 20.00
- Verbászi Rádió: hétköznap: 19.30 – 20.30; vasárnap: 8.30 – 9.30
- Nagykikindai Rádió: hétfő-szombat: 10.50 – 11.00; hétfő, szerda, csütörtök: 16.00-17.00; kedd: 16.50 – 17.55; péntek: 16.30 – 17.55; vasárnap: 7.00 – 7.30; 11.00 – 11.30; 19.00 – 20.55
- Pancsovai Rádió: szombat: 19.00 – 19.55 vasárnap: 13.00 – 13.55 (ism.)
- Törökbecsei Rádió: hétfő – csütörtök: 20.00 – 24.00; vasárnap: 16.00 – 19.00[7]

## Szlovákia
- Pátria Rádió – RTVS – (közszolgálati, 1997-) FM-en és DAB+-on több frekvencián (link)

Megszűnt rádiók
- Star Radio 92,7 Érsekújvár
- Csehszlovák Rádió Magyar Adása (1928-1997, utód: Pátria R.)
- Lokal FM 102.8
- Gabonaváros (1968, illegális)[9]

## Szlovénia
- Muravidéki Magyar Rádió MMR (közszolgálati, 1996-) – Muraszombat 558 AM, 92,7 Lendva, 87,6 Szentsebestyén (link)

Megszűnt rádiók
- RADIO MURSKI VAL 94,6 1990-

## Törökország
- (N) Törökország Hangja Rádiója (állami nemzetközi) TRT Magyar (link)

## Új-Zéland
- (M) Plains FM  96.9FM  Christchurch Új-Zéland—Keleti Pályaudvar (link Archiválva 2019. december 21-i dátummal a Wayback Machine-ben)

## Ukrajna
- Sion Rádió – Bereszász  (link Archiválva 2019. november 29-i dátummal a Wayback Machine-ben)
- Pulzus FM Beregszász 92,1 FM (link) 1998-

Megszűnt rádiók
- Ukrán Rádió és TV Ungvári Stúdió / Ukrán RTV magyar adás (közszolgálati): 891 kHz

## Vatikán
- (N) A Vatikáni Rádió magyar műsora (link) (korábban Rómában 1530 kHz és 93.3 MHz)

## Egyéb nemzetközi
- (N) Magyar Evangéliumi Rádió /  TWR (link) 1548 kHz Grigoripol (Magyarország)